# Wielka Nieszawka (gmina)
Wielka Nieszawka (do 1954 gmina Podgórz) – gmina wiejska w Polsce położona w województwie kujawsko-pomorskim, w powiecie toruńskim. Siedzibą gminy jest Wielka Nieszawka. Według danych z 30.06.2014 r. gmina ma powierzchnię 216,22 km² i zamieszkuje ją 4920 osób.
W latach 1975–1998 gmina administracyjnie należała do województwa toruńskiego.

## Struktura powierzchni
Według danych z roku 2002 gmina Wielka Nieszawka ma obszar 216,28 km², w tym:
- użytki rolne: 8%
- użytki leśne: 55%

Gmina stanowi 17,59% powierzchni powiatu.
Ukształtowanie terenu gminy jest bardzo urozmaicone, a obecną formę zawdzięcza zlodowaceniu północnopolskiemu. W okolicach Wielkiej i Małej Nieszawki, rozciągające się na lewym brzegu Wisły, wydmy śródlądowe są jednym z najlepiej wykształconych kompleksów w Polsce. Wydmy te rozwinęły się ok. 14–10 tys. lat temu na wyższych poziomach tarasowych pradoliny Wisły, a wśród nich dominują przede wszystkim wydmy paraboliczne lub wałowe, wykazując znaczne wysokości dochodzące do 30 m w partiach czołowych. Stanowią one podstawowy element krajobrazotwórczy gminy. Ze względu na lesistość i znaczne zwydmienie teren gminy jest obszarem chronionego krajobrazu. Ponadto cała powierzchnia leśna znajduje się w strefie tzw. „lasów ochronnych wokół Torunia”, stanowiących „zielone płuca miasta”.

## Demografia

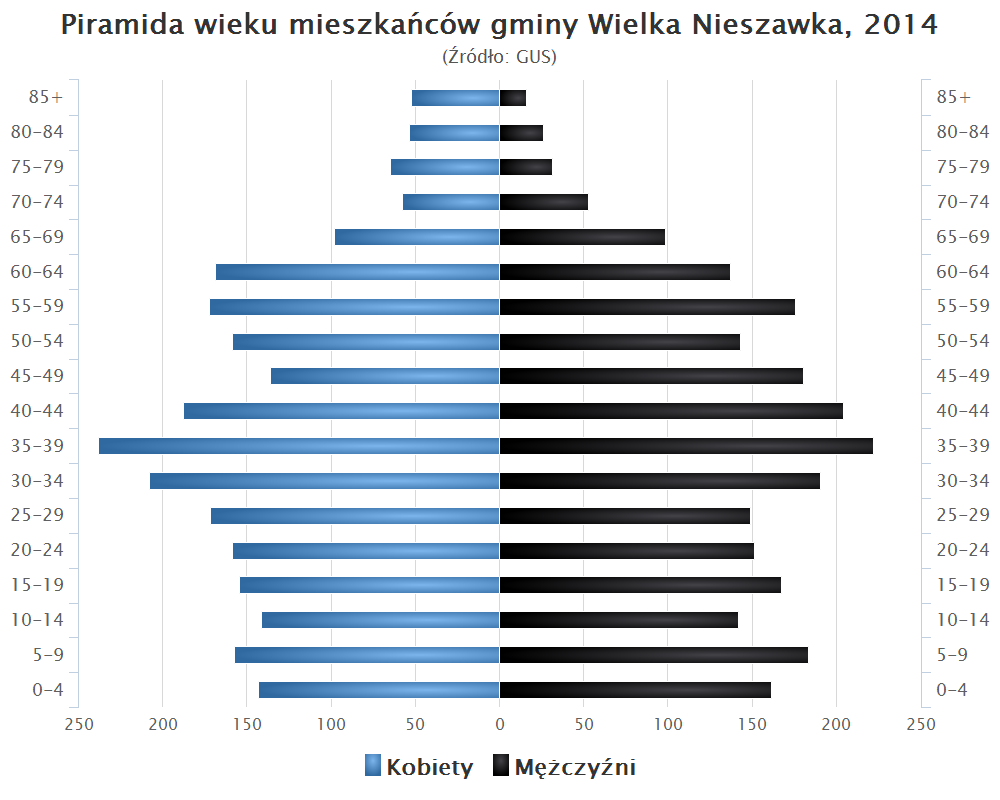
Piramida wieku mieszkańców gminy Wielka Nieszawka w 2014 roku

Dane z 30 czerwca 2014:
| Opis                              | Ogółem | Ogółem | Kobiety | Kobiety | Mężczyźni | Mężczyźni |
| --------------------------------- | ------ | ------ | ------- | ------- | --------- | --------- |
| jednostka                         | osób   | %      | osób    | %       | osób      | %         |
| populacja                         | 4920   | 100    | 2506    | 51,0    | 2414      | 49,0      |
| gęstość zaludnienia (mieszk./km²) | 22     | 22     | 11,22   | 11,22   | 10,78     | 10,78     |

## Podział administracyjny
Gmina Wielka Nieszawka podzielona jest na cztery sołectwa:
- Brzoza
- Cierpice
- Mała Nieszawka
- Wielka Nieszawka

W gminie znajdują się także miejscowości niesołeckie: Brzeczka, Chorągiewka, Cierpiszewo, Dybowo, Kąkol, Maciejewo, Małe Jarki, Popioły, Pieczenia.

## Gospodarka
Gmina Wielka Nieszawka jest drugą pod względem bogactwa gminą wiejską w województwie kujawsko-pomorskim i 47. w Polsce według danych za 2014 rok. Zgodnie z wyliczeniami czasopisma "Wspólnota" skorygowany wskaźnik dochodów gminy na mieszkańca wyniósł 4027,27 złotych.

## Zabytki
Wykaz zarejestrowanych zabytków nieruchomych na terenie gminy:
- drewniana kaplica mennonicka, obecnie kościół rzymskokatolicki pod wezwaniem Najświętszego Serca Pana Jezusa z 1890 roku i cmentarz przykościelny w Małej Nieszawce, nr A/656 z 07.07.1994 roku
- cmentarz jeńców wojennych z okresu II wojny światowej w Małej Nieszawce, nr 529 z 1.06.1987 roku
- ruiny zamku z ok. połowy XIII w. w Małej Nieszawce, nr A-153/69 z 26.08.1935 roku.

## Sąsiednie gminy
Aleksandrów Kujawski (gmina wiejska), Aleksandrów Kujawski (miasto), Gniewkowo, Lubicz, Obrowo, Rojewo, Solec Kujawski, Toruń, Zławieś Wielka